# Salève

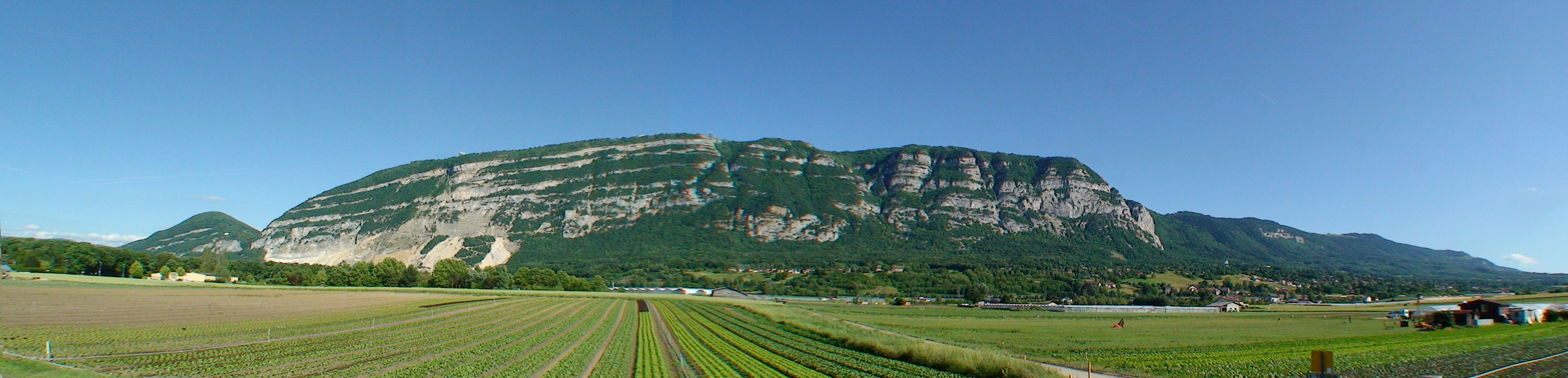
Vista panorâmica do monte Salève, fotografia tirada na localidade de Saconnex-d'Arve - comuna suíça de Plan-les-Ouates do Cantão de Genebra.

O Salève (francês) é uma montanha dos Pré-Alpes situada no departamento da Alta Saboia, na França. 

Pelo facto de se ter, para o lado Norte, uma vista panorâmica completa sobre Genebra, é chamado o balcão de Genebra.

## Geografia
Mesmo se geograficamente o Salève é uma montanha situada nos Pré-Alpes, geologicamente pertence à cadeia do Jura.  Constituído pelo Pequeno e pelo Grande Salève, culmina a 1379 m de altitude. 

Se desde 1932 se pode aceder de teleférico , entre 1892 a 1935, subia-se pelo primeiro comboio eléctrico  a cremalheira do mundo 

## O Salève e a escalada
A vertente oriental é relativamente suave, enquanto a vertente Norte caí a pique sobre os terrenos de Genebra. De estrutura calcária, o Salève está cortado por várias gargantas entre as quais se encontra a Varappe  que deu origem ao termo varapa, sinónimo de escalada.
O corte abrupto da montanha e os ventos dominantes permitem a prática do parapente.

## O Salève na literatura
Em Frankenstein, a obra de Mary Shelley, a criatura depois de se ter escapado, sobe o Salève (Capítulo 7).

## Galeria de fotos

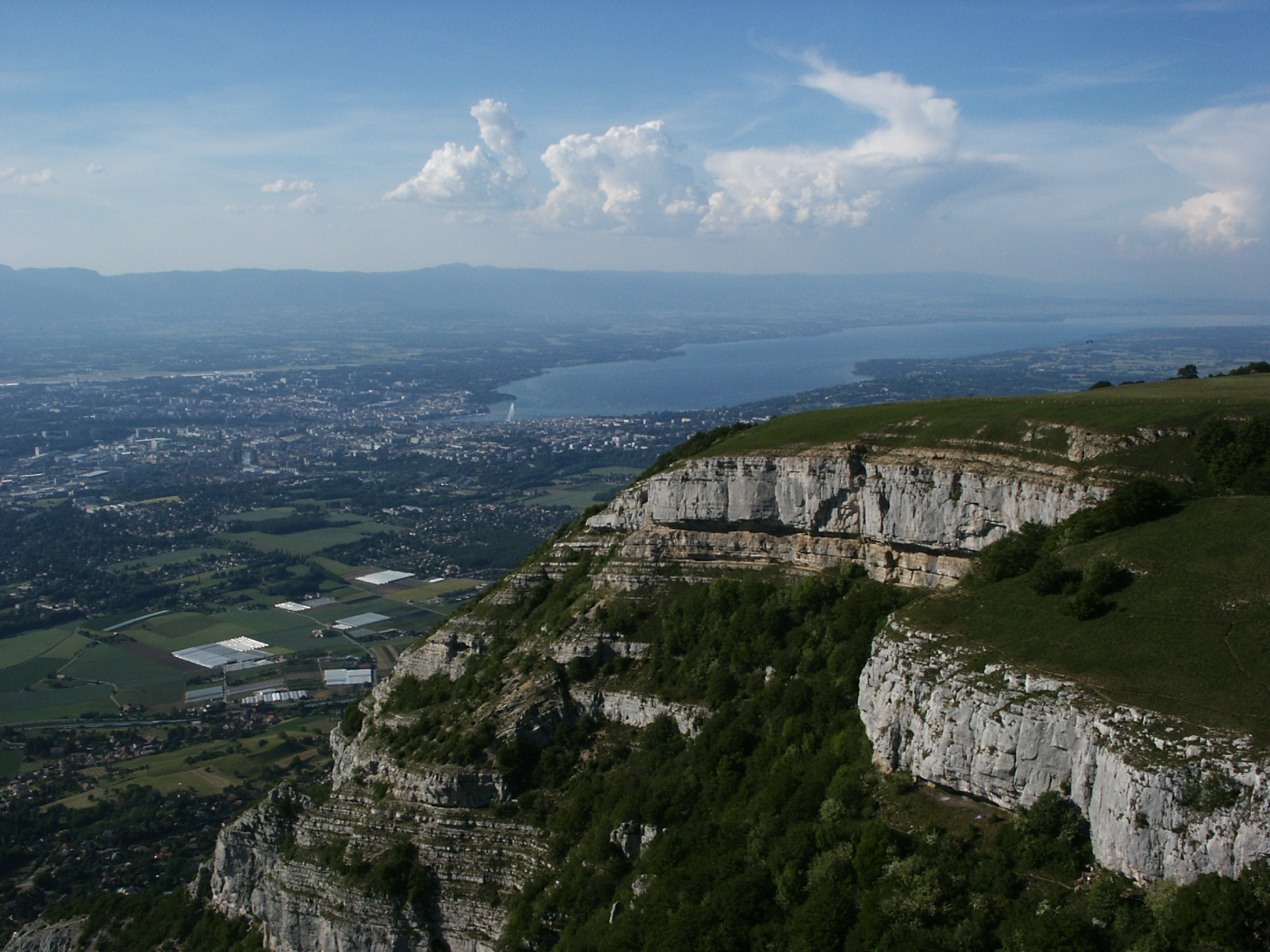
Vista aérea do Salève, Genebra, o "Jet d'Eau" e o lago Lemano
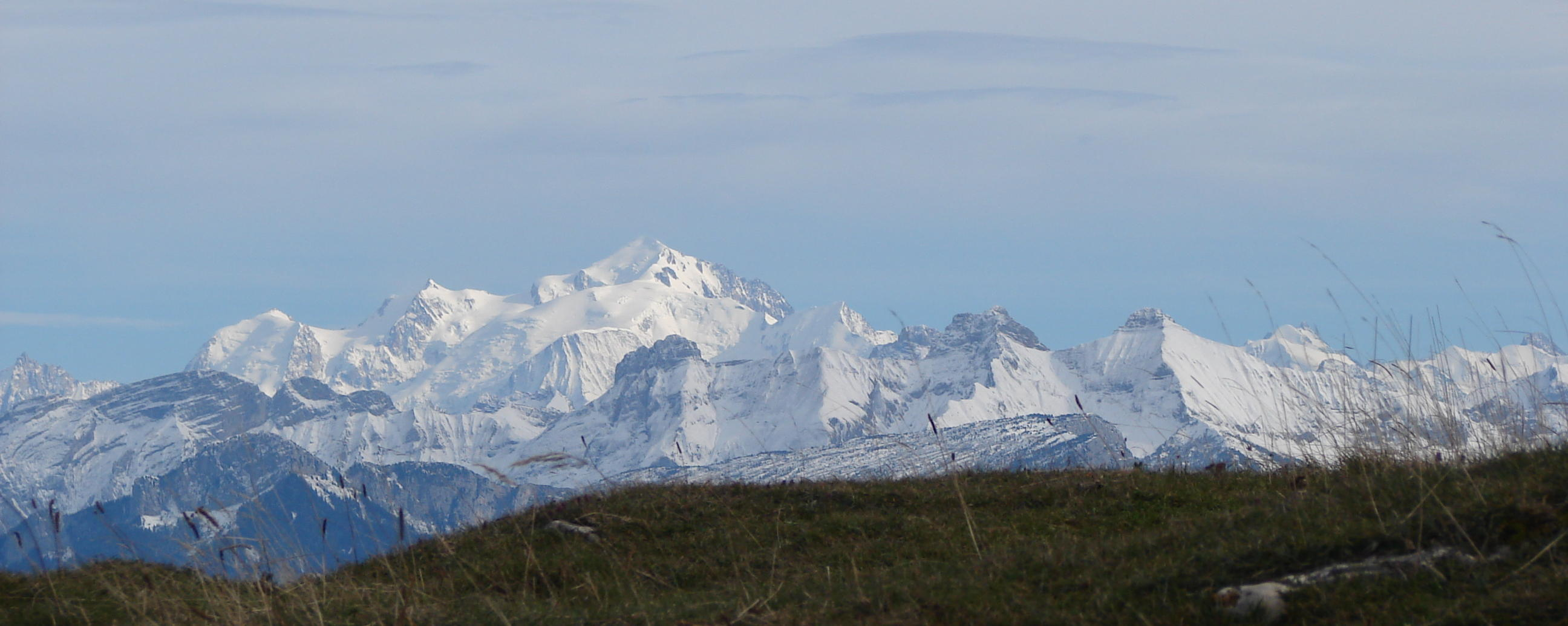
O maciço do Monte-Blanco. Vista para Leste
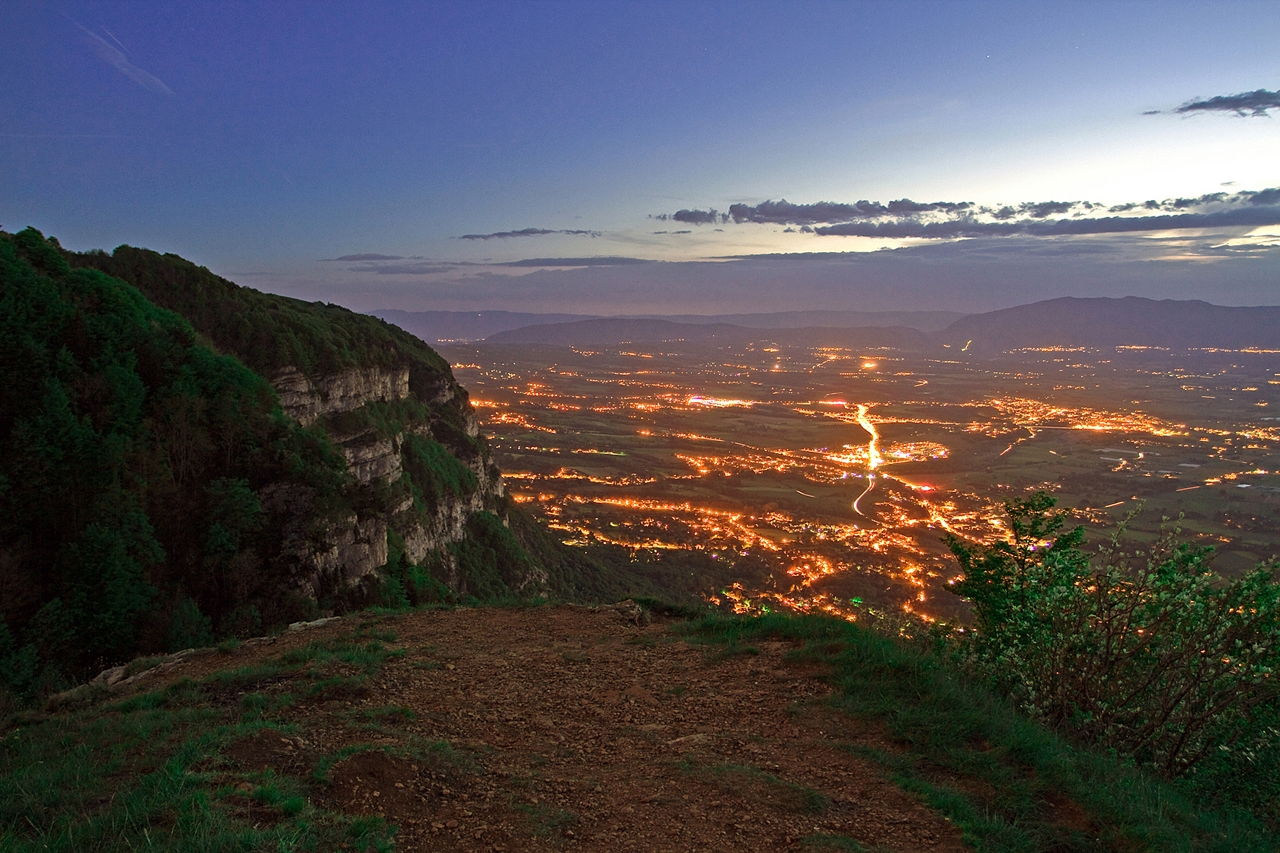
Vista noturna sobre Saint Julien-en-Genevois
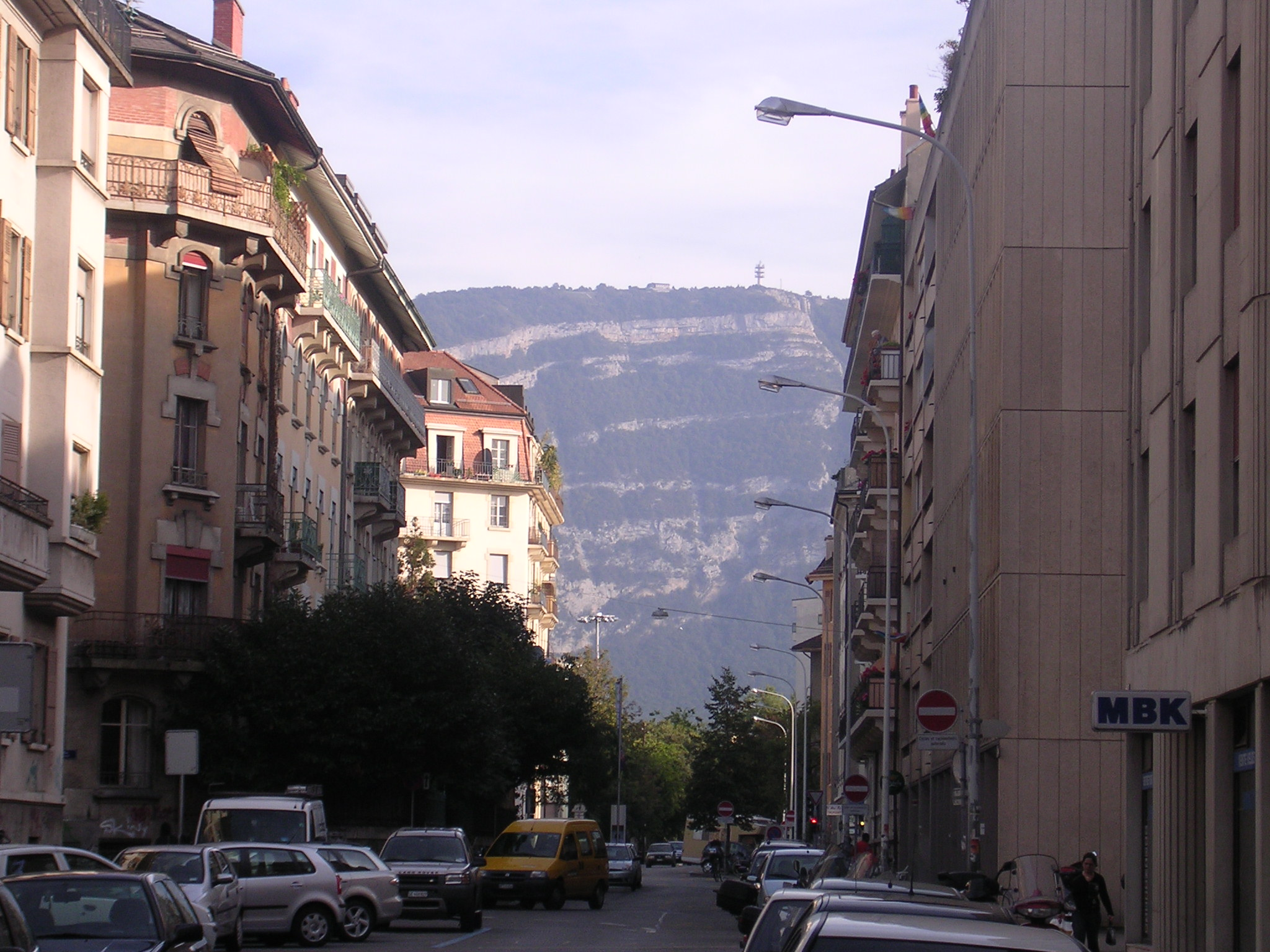
O Salève visto de uma rua de Genebra,
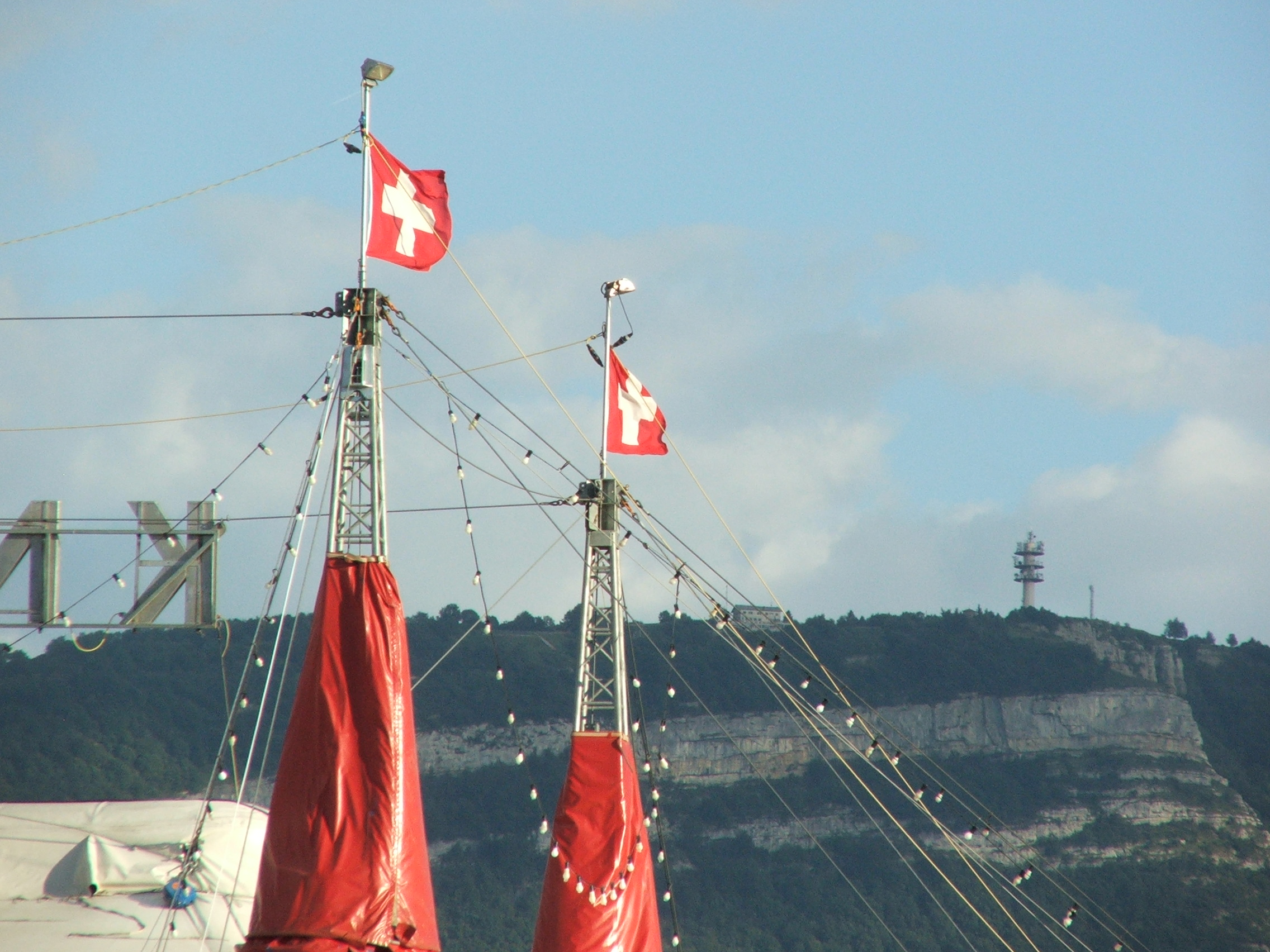
e visto de uma praça
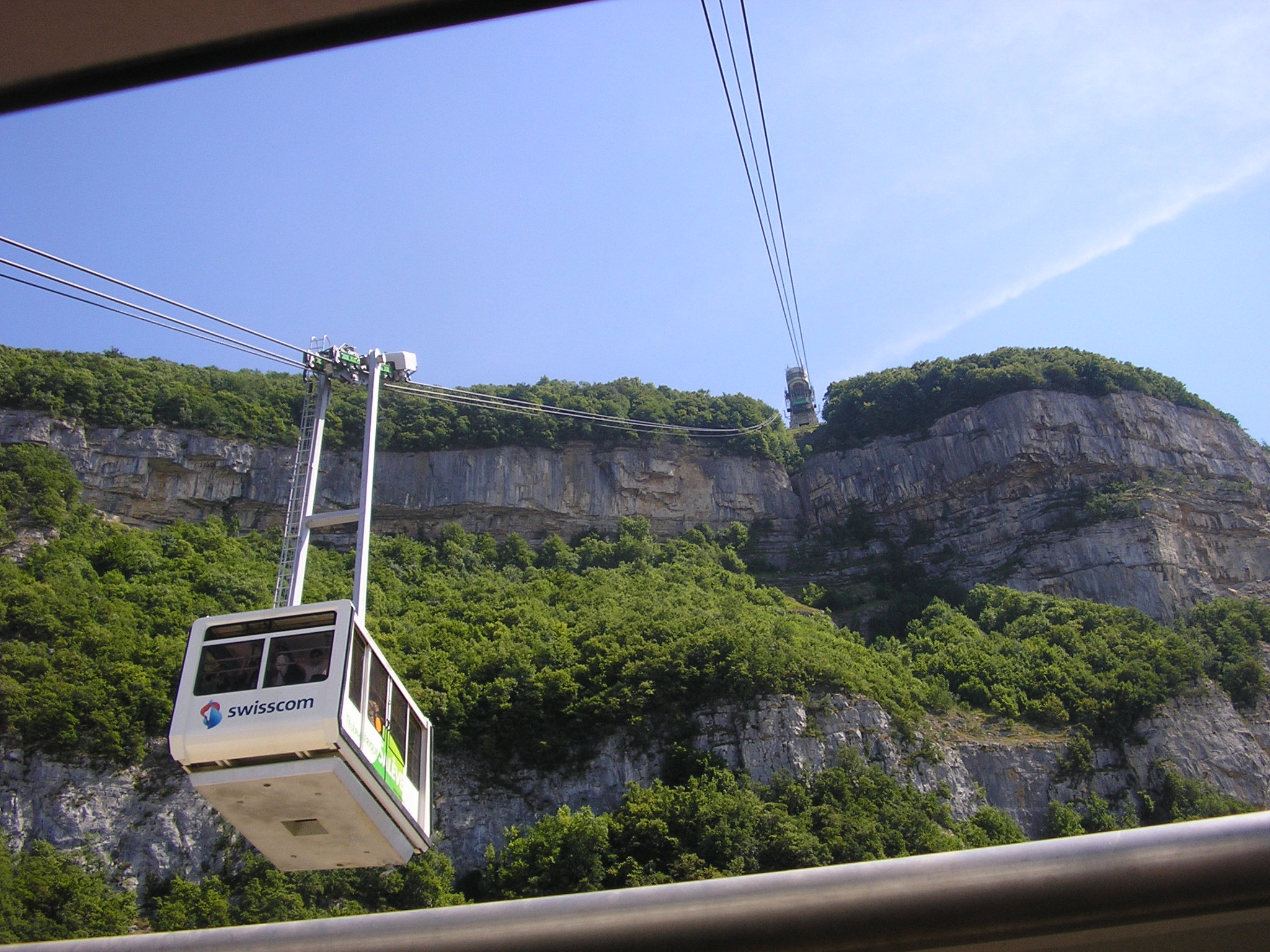
O teleférico do Salève